# Đột biến sai nghĩa

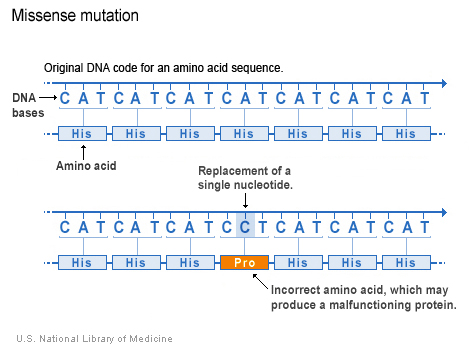
Một nuclêôtit (chứa ađênin) được thay thế bằng một loại khác (chứa xytôzin) dẫn đến một amino acid khác là prôlin (Pro) thay vào vị trí lẽ ra là của His (histiđin) tương ứng ở chuỗi pôlipeptit.

Đột biến sai nghĩa là đột biến gen làm thay đổi bộ ba mã hoá amino acid này thành amino acid khác.
-         Ví dụ 1: TTX (mã hoá lizin) → TTG (mã hoá asparagin). Trong ví dụ này, đột biến thay thế X (citosine) bằng G (guanine) đã thay đổi hẳn amino acid này (lizine) bằng amino acid khác (là asparagine).
-         Ví dụ 2 (xem hình bên): Ở côđôn XAT (mã hoá histiđin) đã có đột biến điểm (point mutation) dạng thay, thế chỗ của A (ađênin) bằng X (citosine) thành côđôn XXT. Kết quả là mã này được tế bào "hiểu" rằng đó phải là Pro (Prôlin), sai với nghĩa ban đầu.
Đột biến sai nghĩa là khái niệm được dịch từ các thuật ngữ nước ngoài như missense mutation (tiếng Anh), mutation faux sens (tiếng Pháp) v.v.

## Đặc điểm
- Đột biến sai nghĩa có thể xem là đột biến thay thế không đồng nghĩa, luôn dẫn đến sản phẩm khác so với sản phẩm ban đầu.
- Đột biến sai nghĩa nếu chỉ xảy ra ở một côđôn có thể dẫn đến những kết quả khác nhau tuỳ vị trí đột biến, nhưng thường là gây hậu quả nghiêm trọng ở thể đột biến. Tuy nhiên, còn tuỳ sản phẩm mà loại đột biến điểm đó tạo ra, mà có thể ít có hại hoặc ngược lại là đột biến nguy hiểm gây chết.
  - Thay đổi của một amino acid duy nhất trong chuỗi pôlipeptit có thể rất quan trọng cho chức năng của prôtêin. Chẳng hạn ở bệnh hồng cầu liềm của người: chỉ một amino acid thay đổi đã làm chuỗi bêta-hêmôglôbin biến đổi, làm hồng cầu vốn hình đĩa biến thành dạng dài, mảnh thường gây chết, gây ra bệnh hồng cầu liềm.[1][4]
  - Thay đổi của một amino acid duy nhất có khi lại chẳng tạo ra sự khác biệt nào cả, hoặc rất ít sự khác biệt.
  - Đôi khi đột biến sai nghĩa lại làm cho amino acid mới được kết hợp tạo ra prôtêin có chức năng sinh học tốt hơn bình thường.
- Nói chung, những alen thuộc dạng đột biến này là nguồn nguyên liệu quan trọng cho quá trình tiến hóa của sinh vật, dẫn đến cạnh tranh so với những alen khác trong quần thể.[5]